# Lake Morena (California)
Lake Morena es un área no incorporada ubicada en el condado de San Diego en el estado estadounidense de California. La localidad se encuentra ubicada dentro de Campo, justo al lado del Bosque Nacional Cleveland y al sur de Lake Morena County Park. Es una de las zonas más remotas del condado de San Diego y de las más altas.